# Serigne Diagne
Pour les articles homonymes, voir Diagne.
Serigne Diagne, né à Dakar le 1er septembre 1980,  est un journaliste sénégalais, informaticien de formation, ancien directeur de publication du magazine Senactu et ancien rédacteur en chef du journal sénégalais 24 heures chrono.